# Achterberg (Utrecht)
Pour les articles homonymes, voir Achterberg.
Achterberg est un village situé dans la commune néerlandaise de Rhenen, dans la province d'Utrecht. En 2007, le village comptait environ 4 000 habitants.